# Croix de Kermarech
Pour les articles homonymes, voir Kermarec.
La Croix de Kermarech, est située au lieu-dit Kermarec, sur la commune de  Baud dans le Morbihan (De Baud en direction de Pluméliau, sur le bas côté gauche de la route à l'entrée du lieu-dit).

## Historique
La croix fait l’objet d’une inscription au titre des monuments historiques depuis le 20 mars 1934.

## Architecture
La caractéristique principale de cette croix est la tête sculptée sur le croisillon de la croix.